# موتور تنفس طبیعی
موتور تنفس طبیعی به گونه‌ای از موتور خودروها گفته می‌شود که در حالت احتراق، هوا را با فشار اتمسفر مکش می‌کند. بیشتر خودروهای تولیدی عادی که در گروه خودروهای اسپورت یا تقویت شده نیستند، از این سامانه بهره می‌گیرند. بسیاری از خودروها تولیدشده در جهان تنفس طبیعی بودند اما اکنون موتورهای توربوشارژ به‌سرعت در حال همه‌گیری است و با استقبال خودروسازها روبه‌رو شده است. همه خودروهای تنفس طبیعی از گونه چهارزمانه هستند.

موتور تنفس طبیعی چهار زمانه

## فرق تنفس طبیعی با توربوشارژ
اگر بخواهیم مقایسه ای کنیم بین این دو موتور، قدرت تولیدی شامل اسب بخار و گشتاور موتورهای توربوشارژ بسیار بیشتر از تنفس طبیعی است مثلا یک موتور ۲ لیتری چهارسیلندر توربو قدرتی معادل یک موتور شش‌سیلندر با حجم ۴ لیتر دارد. اما حساس‌تر هستند و هزینه نگهداری بالاتری دارند و برای تعمیر نیز به تخصص بالاتری نیاز دارند. موتورهای توربوشارژ به بنزین هم بسیار حساس هستند و باید بنزین باکیفیت با اکتان بالا را به‌کار برد.